# Gustaf Ljungdahl
Gustaf Samuel Ljungdahl, född 2 november 1882 i Helsingborg, död 2 november 1940 på Lidingö, var en svensk geodet. Han var son till lektor Samuel Johan Ljungdahl och Anna Grill, och bror till Claes Ljungdahl. Dottern Marianne var gift med arkitekten och satirtecknaren Mats Erik Molander.
Ljungdahl studerade vid Uppsala universitet, där han blev filosofie kandidat 1904 och filosofie doktor 1921 på avhandlingen Stormfloden i Skagerrak-Kattegat den 4 december 1914 och därmed sammanhängande vattenståndsfluktuationer. Han blev geodet vid Rikets allmänna kartverk 1910, var assistent vid Nautisk-meteorologiska byrån 1913–21 och förste aktuarie i Sjökarteverket från 1922.
Ljungdahl var den förste som genomförde en systematisk undersökning av kompassens missvisning och övriga jordmagnetiska element i Sverige. Han upprättade ett nät av magnetiska fixpunkter över hela landet och utförde själv en precisionsmätning vid alla dessa stationer, varigenom Sverige blev ganska väl kartlagt i fråga om jordmagnetismens variationer. 
Ljungdahl tog initiativ till Sjökarteverkets förvärv av ett nytt omagnetiskt expeditionsfartyg, "Kompass", avsett för magnetiska precisionsmätningar, det enda av sitt slag i världen. Han byggde på danska statens uppdrag det jordmagnetiska observatoriet vid Godhavn på Grönlands västkust och övervintrade där 1925–26 samt deltog i den arktiska expeditionen med luftskeppet Graf Zeppelin 1931. Han publicerade ett stort antal skrifter i olika geofysiska ämnen.